# مجتبی نصیرنیا
مجتبی نصیرنیا (زادهٔ ۹ سپتامبر ۱۹۸۵) یک بازیکن فوتسال اهل ایران است.
از باشگاه‌هایی که در آن بازی کرده‌است می‌توان به باشگاه فوتسال شهید منصوری قرچک، باشگاه فوتسال گیتی‌پسند، باشگاه فوتسال شهید منصوری قرچک اشاره داشت.